# Ideologia Socialista do Kuomintang

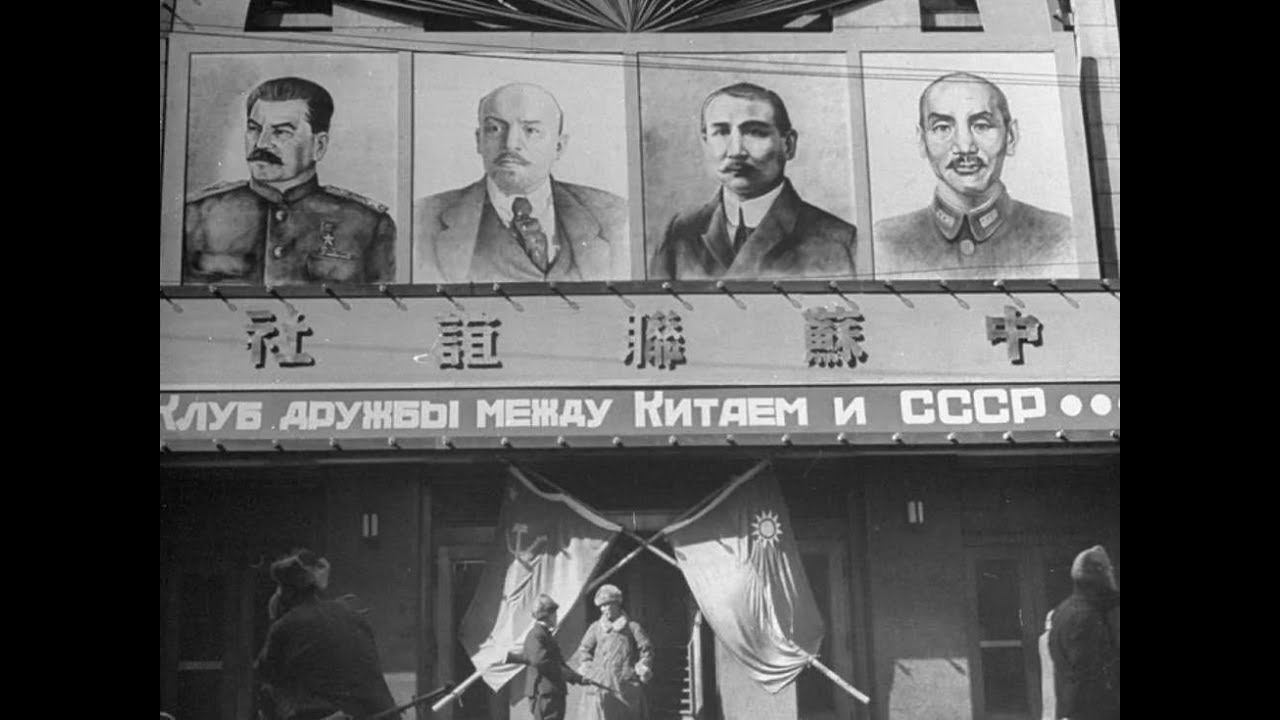
Fotografia de c. 1924 a 1928 durante a Primeira Frente Unida.

A Ideologia do Kuomintang ou Ideologia Socialista do Kuomintang, O Partido Nacionalista da China, é uma forma de pensamento socialista, nacionalista e revolucionário seguido pelo Kuomintang. A Filosofia do KMT é o tridemismo, e a contrario da maior parte dos movimentos e ideologias do espectro socialista, o  tridemismo não entram ou se opõe a crenças, nacionalistas étnicas ou liberdade de expressão, sendo alvo de criticas por parte dos demais socialistas, como marxistas-leninistas. O KMT teve sua base ideologica desenvolvida durante a República da China por Sun Yat-sen após o início da Era dos Senhores da Guerra na China, com na época, Tongmenghui, sendo o primeiro movimento moderno a promover ideias socialistas na China, no entanto não baseadas no Marxismo, em 1912, seguido pelo Partido Comunista Chinês em 1921.Em vários momentos por tais pensamentos, o Kuomintang foi apontado como um partido comunista e até mesmo recebeu apoio de movimentos comunistas; apesar do socialismo e da revolução dos nacionalistas não serem ligados a tão pouco a Karl Marx quanto o Marxismo-Leninismo em sí.

## História

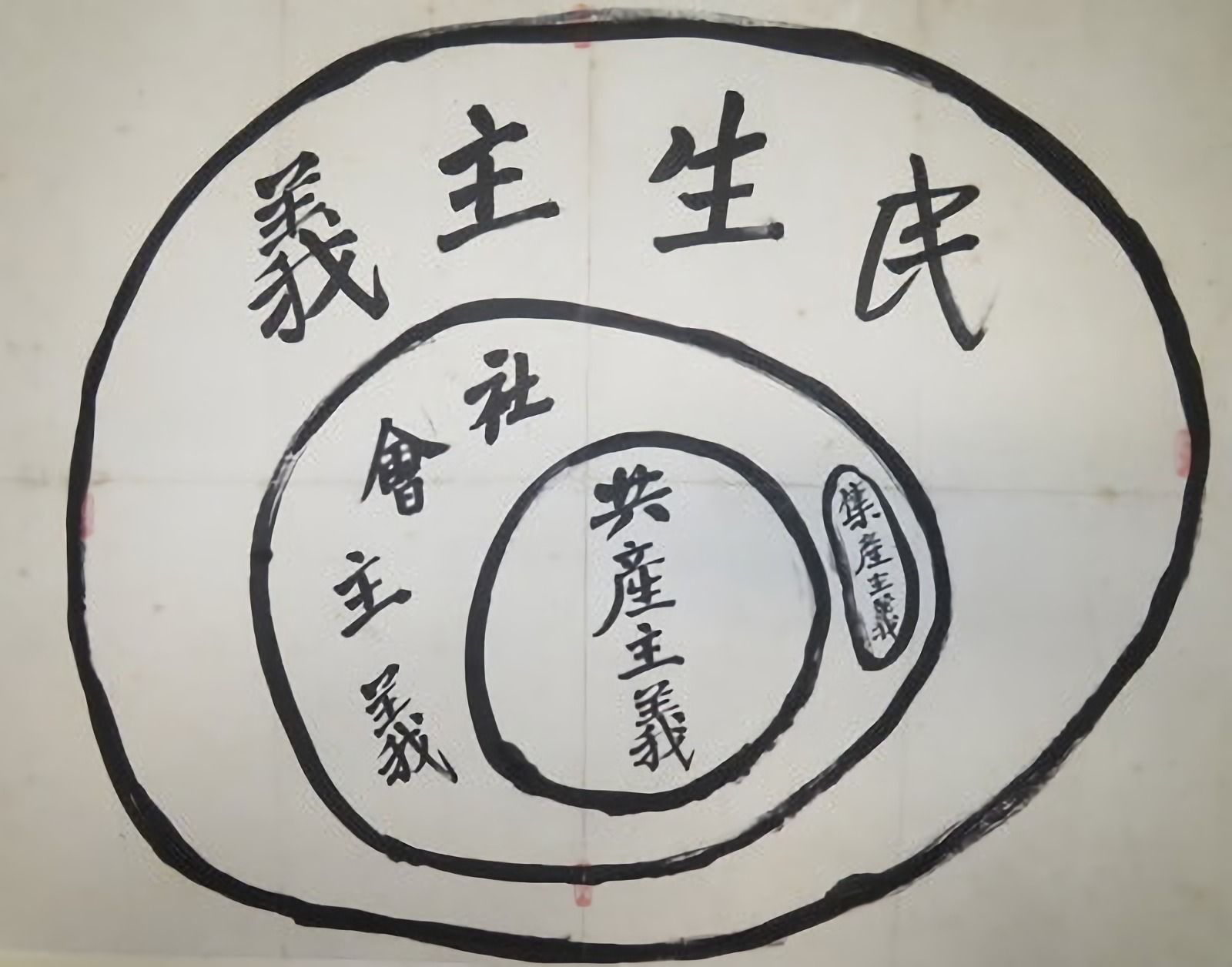
O esboço de Sun Yat-sen da doutrina "Minsheng", colocando que tanto socialismo quanto comunismo são subconjuntos da doutrina.

Um dos Três Princípios do Povo do Kuomintang, Minsheng, que pode ser traduzido como "Principio (Min) Social (Sheng)", foi definido como Subsistência do Povo por Sun Yat-sen. Sun entendeu isso como uma economia mista e a igualdade de posse de terra para os camponeses chineses; O que seria posteriormente adotado por Mao Zedong. Os conceitos socialistas do Kuomintang foram inicialmente influenciados pelo pensador americano Henry George e pelo britânico Bertrand Russell; o imposto sobre o valor da terra em Taiwan é um legado disso e continua em vigor até os dias de hoje. Sun dividiu os meios de subsistência em quatro áreas: alimentação, vestuário, habitação e transporte; e planejou como um governo chinês ideal pode cuidar disso para o seu povo, após isso, a “Equalização dos direitos à terra” foi melhor desenvolvida e  Sun incluiu-a no Tongmenhui original. A ideologia revolucionária do Kuomintang na década de 1920 incorporou o embrião do socialismo chinês que seria modificado com o tempo e adaptado para os tempos modernos, tanto nos territórios de Taiwan quando na China continental.
O Socialismo Tridemista também afetou a imagem politica do movimento no Ocidente e na União Soviética, com Chiang Kai-shek sendo conhecido como o “General Vermelho”.  Na Universidade Sun Yat-sen de Moscou, retratos de Chiang estavam pendurados nas paredes. Nos desfiles soviéticos de Primeiro de Maio de 1927, o retrato de Chiang seria levado junto com os retratos de Karl Marx, Vladimir Lenin, Joseph Stalin e outros líderes socialistas.
Durante a década 1920, O Kuomintang tentou cobrar impostos dos comerciantes em Cantão e como resposta os comerciantes resistiram e fizeram pequenas revoltas. Os comerciantes eram considerados pelo Kuomintang como uma ameça por serem conservadores e reacionários, os comerciantes ainda acusaram o Kuomintang de liderar uma "Revolução Vermelha" em Cantão. Sun iniciou esta política anti-comerciante e Chiang a aplicou liderando seu exército de graduados da Academia Militar de Whampoa contra a revolta comerciante em sua campanha por conselheiros soviéticos, que lhe forneceram armas enquanto a revolta recebeu armas dos países ocidentais. Os comeriantes receberam apoio de países ocidentais estrangeiros. Chiang, apreendeu dos comerciantes armas fornecidas pelo Ocidente e umm general do Kuomintang executou vários comerciantes e o Kuomintang formou um Comitê Revolucionário de inspiração soviética. O Partido Comunista da Grã-Bretanha felicitou Sun pela sua guerra contra os imperialistas e capitalistas estrangeiros.
Mesmo depois de Chiang massacrar os comunistas após a Expedição do Norte, ele ainda continuou as atividades anticapitalistas e a promoção do pensamento revolucionário, acusando os comerciantes locais chineses e burgueses de serem reacionários e contra-revolucionários .
O Kuomintang tentou várias vezes aplicar a reforma agrária na China. Em 8 de janeiro de 1933, Chiang Kai-Shek estabeleceu o Instituto Chinês de Economia Fundiária, sob os "Dez Princípios para a Promoção da Política Fundiária do Partido" de 1932, para "Regular os direitos de propriedade da terra", "Estabelecer um sistema de direitos iguais à terra", "Avançar uso da terra", "Estabelecer organizações de governança fundiária", para tornar mais eficaz a redistribuição da terra nas areas controladas pelo Kuomintang. O embaixador dos Estados Unidos , Patrick Hurley, declarou que a diferença entre os comunistas e os nacionalistas não era maior do que aquela entre os partidos Republicano e Democrata nos Estados Unidos.
Marxistas também existiram no Kuomintang e viam a Revolução Chinesa diferentes dos comunistas, alegando que a China já ultrapassou a sua fase feudal e está num período de estagnação, em vez de outro modo de produção. Estes marxistas do Kuomintang quase sempre discordaram com o Partido Comunista Chinês. A Esquerda que discordou de Chiang Kai-shek formou o Comitê Revolucionário do Kuomintang Chinês, e mais tarde juntou-se através da Conferência Consultiva Politica do Povo Chinês ao governo do PCC.

### Após a morte de Sun Yat-sen
Chiang Kai-shek comportou-se de forma antagônica aos capitalistas de Xangai, atacando-os frequentemente e confiscando o seu capital e bens para uso do governo, mesmo enquanto lutava contra os comunistas. Chiang também reprimiu e perseguiu as organizações pró-comunistas em Xangai. Chiang deu continuidade à ideologia anticapitalista de Sun através do meios de comunicação social do Kuomintang que atacaram abertamente os capitalistas e o capitalismo, exigindo em vez disso uma indústria controlada pelo governo.

## Influência
- Ao fim da Guerra Civil Russa, Vladmir Lenin, que apoiava diretamente o Kuomintang, adotou provisóriamente a Nova Politica Econômica, baseada essencialmente no Minsheng.[18][19][20][21]

- O Việt Nam Quốc Dân Đảng, também conhecido como o Partido Nacionalista do Vietnã, baseava-se nas doutrinas do Kuomintang até o fim da Segunda Guerra Mundial e o início da Guerra do Vietnã.
- O Comitê Revolucionário do Kuomintang Chinês (RCCK) foi fundado em 1948 por membros do Kuomintang durante a Guerra Civil Chinesa. Se tornando oficialmente um dos nove partidos políticos registados na República Popular da China .
- Em meados de 2010, a Singapura adotou oficialmente os Três Princípios do Povo como agenda politica através do Partido de Poder Popular, fundido posteriormente com o Partido de Ação Popular.

## Constituição da República da China
Os Três Princípios do Povo são oficialmente a ideologia da República da China conforme declarado na Constituição da República da China. Mínshēng, definido como Meio de Subsistência do Povo ou bem-estarismo, é um desses princípios.